# František Maxián
František Maxián (9 novembre 1907 – 18 janvier 1971) est un pianiste et pédagogue tchèque. Maxián est l'un des plus importants pianistes et professeurs tchèque du XXe siècle.

## Biographie
František Maxián est né à Teplice. Il étudie au conservatoire municipal avec Roman Vesely. Après son diplôme au Conservatoire de Prague (1927), il poursuit sa formation après Vilém Kurz (1931) et étudie la direction d'orchestre avec Metod Deležil et Pavel Dědeček. Il est ensuite pianiste pour la radio tchèque. Plus tard, il retourne à ses études de piano et ses interprétations en solo ont commencé à attirer l'attention. Puis il commence une carrière internationale. En 1939 il est nommé professeur de piano au Conservatoire de Prague ; il a trente-deux ans.
Maxián interprète un répertoire à la fois composé de compositeurs classiques et contemporains. Il a joué la musique tchèque : le Concerto pour piano de Antonín Dvořák dans la version Kurz, les Danses tchèques de Bedřich Smetana, et les compositeurs de son temps, tel Vítězslav Novák ou Martinů.
En 1948, il joue en Angleterre, notamment un concert Arthur Bliss à Manchester. La même année, il organise un concert de musique tchèque à Paris. Jouissant d'une bonne popularité en Pologne, il est élu Vice-Président du Concours Chopin à Varsovie en 1949.
Il est mort en 1971 et est enterré non loin de son professeur Vilém Kurz au Cimetière de Vyšehrad à Prague.

## Pédagogue

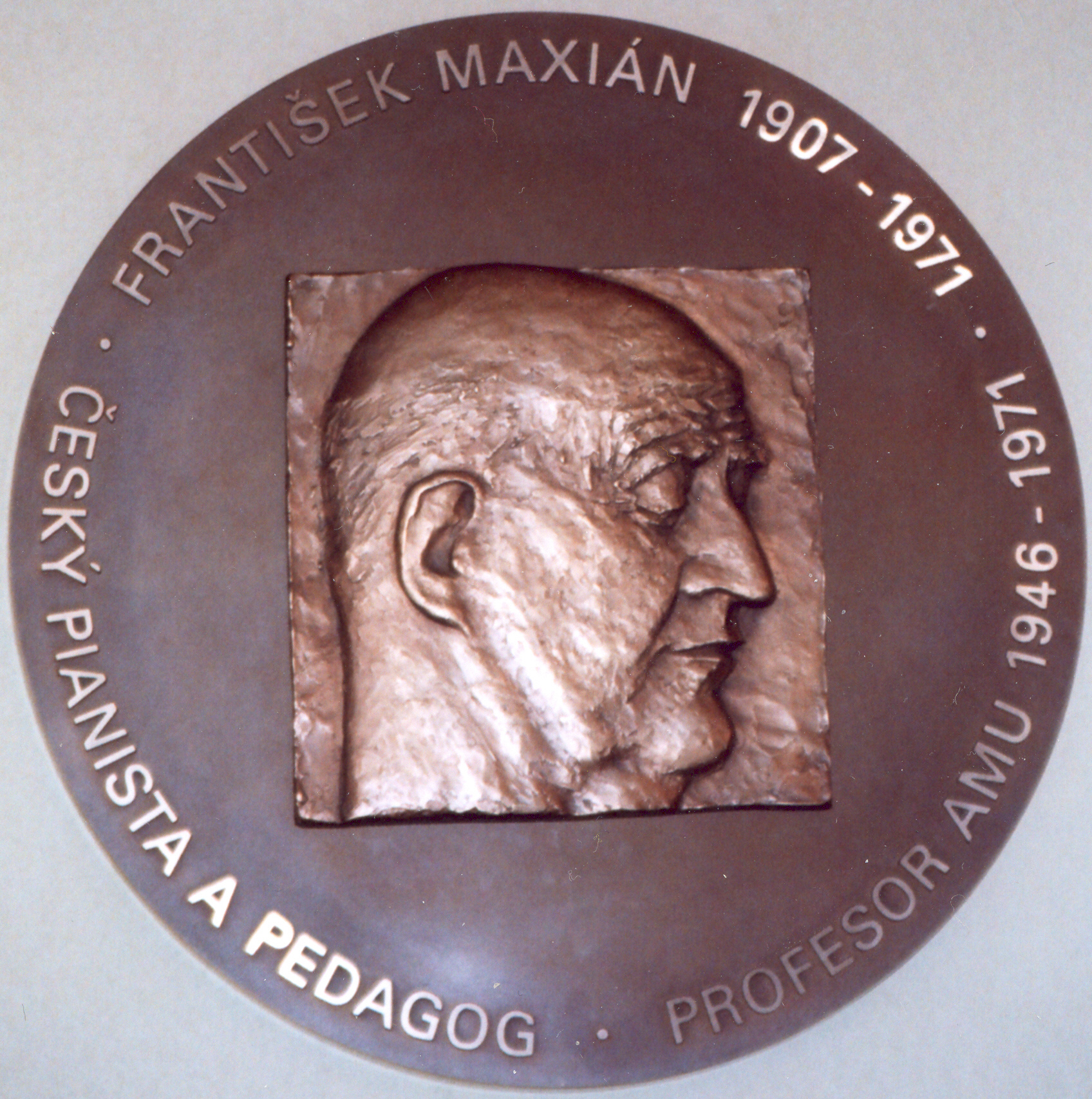
Plaque mémoriale à Malá Strana

De 1927 à 1928,  Maxián est professeur à l'école de musique de Dubrovnik et en 1939 devient professeur au Conservatoire de Prague. En 1946 il est nommé à l'Academie tchèque des arts musicaux. L'année suivante, il est avec Ilona Štěpánová-Kurzová (fille de Kurz) à la tête du département piano de l'académie.
Parmi ses élèves on note, Elena Glancová, Marian Lapšanský, Josef Hála, Antonín Jemelik, Stanislav Knor, Zdeněk Kožina, Boris Krajný, Antonín Kubálek, Jan Panenka, Peter Toperczer et Sláva Vorlová.

## Discographie
Solo
- Smetana, Macbeth et les sorcières ; Scriabine, Sonate no 9, Étude op. 2 no 1 (Supraphon)
- Smetana, Martinů, Suk, pièces pour piano (Supraphon)
- Smetana, Macbeth et les sorcières ; Novák, Pan ; Martinů, Trois danses tchèques H. 154 (1961/1963, Panton 81 90003-2 101)[3]

Musique de chambre
- Dvořák, Quintette avec piano no 2, op. 81 - Quatuor Ondricek (Praga)

Concertos
- Dvořák, Concerto pour piano - Orchestre philharmonique tchèque, dir. Václav Talich (1–3 novembre 1951, Supraphon SU 3825-2 / Regis RRC 1368) (OCLC 31933093)
- Dvořák, Concerto pour piano - Orchestre de la radio de Francfort, dir. Karel Ančerl (6 mars 1964, 2CD Tahra TAH 136-137)[4]
- Prokofiev, Concerto pour piano no 3 - Orchestre symphonique de la radio de Prague, dir. Alois Klíma (1963, Supraphon) (OCLC 18013597)
- Franck, Les Djinns - Orchestre philharmonique tchèque, dir. Jean Fournet (23–28 janvier 1967, Supraphon 11 0613-2) (OCLC 27910949)